# Брив-ла-Гайард-Сюд-Уэст
Брив-ла-Гайа́рд-Сюд-Уэст (фр. Brive-la-Gaillarde-Sud-Ouest) — кантон во Франции, находится в регионе Лимузен, департамент Коррез. Входит в состав округа Брив-ла-Гайард.
Код INSEE кантона — 1933. Всего в кантон Брив-ла-Гайард-Сюд-Уэст входят пять коммун, из них главной коммуной является Брив-ла-Гайард.

## Коммуны кантона
| Коммуна        | Население, чел. (2007) | Почтовый индекс | Код INSEE |
| -------------- | ---------------------- | --------------- | --------- |
| Брив-ла-Гайард | 8 626                  | 19100           | 19031     |
| Жюжаль-Назарет | 802                    | 19500           | 19093     |
| Непуль         | 594                    | 19600           | 19147     |
| Ноай           | 780                    | 19600           | 19151     |
| Эстиваль       | 130                    | 19600           | 19077     |

## Население
Население кантона на 2007 год составляло 10 932 человека.
| 1962 | 1968 | 1975 | 1982 | 1990 | 1999 | 2006   | 2007   |
| ---- | ---- | ---- | ---- | ---- | ---- | ------ | ------ |
| —    | —    | —    | —    | —    | —    | 10 816 | 10 932 |